# Jan Haerynck
Jan Haerynck (Tielt, 17 oktober 1964 – Gent, 14 april 2023) was een Belgisch journalist en schrijver.
Haerynck werd geboren als zoon van de dichter Gwij Mandelinck en Agnes Hondekyn. Hij studeerde bibliotheekwetenschap en liep als 20-jarige stage bij de BRT. Hierna ging hij bij De Morgen werken. Op 22-jarige leeftijd stapte hij over naar Humo, maar na een jaar keerde hij terug naar De Morgen. Nadat hij daar in 1992 een verzonnen verhaal had geschreven over de ambtenaren in de Brusselse Pensioentoren werd hij ontslagen. Haerynck ging verder als freelancer, voor BRT, De Standaard, Esquire, en Het Parool. De uitgeverijen Prometheus en Meulenhoff waren geïnteresseerd in een boek. Haerynck werd in 1995 aanbevolen bij de Volkskrant, waar hij al snel artikelen voor de zaterdagbijlage Het Vervolg schreef.

## Disneyland Parijs
Eind 1996 raakte Haerynck echter in opspraak, nadat de Volkskrant zijn reportage had gepubliceerd over een 10-jarig Duits meisje dat in Disneyland Parijs ontvoerd zou zijn geweest. De directie van het pretpark wilde een klacht indienen bij de Raad voor de Journalistiek, waarop de Volkskrant de kwestie onderzocht. Ook het TROS-programma Vermist onderzocht de zaak en wijdde er op 22 november 1996 een uitzending aan. Alles bleek verzonnen. Het thema was een oeroud broodjeaapverhaal, dat Peter Burger, een onderzoeker van dergelijke verhalen, onmiddellijk als zodanig herkende. De Volkskrant bood haar lezers uitgebreide verontschuldigingen aan en van Haerynck’s diensten wenste de krant geen gebruik meer te maken. Ook De Groene Amsterdammer bleek het slachtoffer van vergelijkbare praktijken door Haerynck te zijn geworden.
Haerynck kwam hierna in Nederland nauwelijks meer aan het werk. Via Raymond van den Boogaard, met wie hij in 2007 contact zocht, mocht hij enkele malen in NRC Handelsblad schrijven. In België schreef hij al snel weer voor Humo en voor Knack. In 2009 vroeg hij een werkbeurs aan voor een boek over zijn vriend Jan Hoet. Toen het Vlaams Fonds voor de Letteren deze aanvraag afwees, ging Haerynck in beroep bij de Raad van State. Het boek over Hoet verscheen in 2014, en werd in de Volkskrant vernietigend besproken.
In 2009 viel Haerynck van een trap waarbij hij ernstig gewond raakt. In 2021 moest een van zijn benen worden geamputeerd. Haerynck overleed twee jaar later op 58-jarige leeftijd in het Universitair Ziekenhuis Gent aan een acute agressieve infectie.